# Paul Josef Nardini
Paul Josef Nardini (1821 - 1862), est un prêtre allemand, fondateur de la congrégation des Pauvres franciscaines de la Sainte-Famille. Il est vénéré comme bienheureux par l'Église catholique.

## Biographie
Paul Josef Nardini naît en 1821 à Germersheim, d'une mère célibataire. Il reçoit le nom de famille de son père adoptif. Cette situation familiale le place tout jeune dans la précarité. Apprenti chez un cordonnier, c'est grâce à son habilité pour les études qu'on lui accorde d'entrer au séminaire de Spire. Après avoir reçu l'ordination sacerdotale, il obtient en 1846 un doctorat en théologie.
Nardini est le recteur du séminaire diocésain de Munich. Nommé curé de Pirmasens, il y fonde en 1855 la Congrégation des Pauvres franciscaines de la Sainte-Famille, pour une vie religieuse au service de la communauté. Il meurt prématurément le 27 janvier 1862, ayant contracté une maladie pulmonaire lors de l'une de ses courses apostoliques.

## Béatification et canonisation
- 1994 : ouverture de la cause en béatification et canonisation
- 19 décembre 2005 : le pape Benoît XVI lui attribue le titre de vénérable
- 22 octobre 2006 : béatification célébrée dans la Cathédrale de Spire par le cardinal Friedrich Wetter, au nom de Benoît XVI

Fête liturgique fixée au 27 janvier.

## Sources et bibliographie
- « Bienheureux Paul Joseph Nardini », sur abbaye-saint-benoit.ch (consulté le 14 mars 2016).
- « Bienheureux Paul Josef Nardini, fondateur de la congrégation des Sœurs franciscaines de la Sainte-Famille (✝ 1862) », sur nominis.cef.fr (consulté le 14 mars 2016).
- (en) « Paul Josef Nardini (1821-1862) », sur Vatican.va, 22 octobre 2006 (consulté le 14 mars 2016).
- (de) Paul Josef Nardini: 1821 - 1862 ; Sozialreformer, Seelsorger, Ordensgründer, Bischöfliches Ordinariat, Abt. Öffentlichkeitsarbeit, 2006, 12 pages.
- (de) Johannes Pioth, Paul Josef Nardini: und die kirchlich-religiöse Situation in Pirmasens gestern und heute. Zum 150. Todestag des Seligen, Pilgerverlag, 2012, 335 pages  (ISBN 394213358X et 9783942133586).
- (de) Stephan Messner Paul Josef Nardini: ein Seliger für unsere Zeit, Miriam-Verlag, 2007, 96 pages  (ISBN 3874493504 et 9783874493505).
- (de) Hans Ammerich (de), « Paul Josef Nardini », dans Biographisch-Bibliographisches Kirchenlexikon (BBKL), vol. 6, Herzberg, 1993 (ISBN 3-88309-044-1, lire en ligne), colonnes 461–462 (Article sur Internet Archive)
- (de) Hans Ammerich, « Nardini, Paul Josef », dans Neue Deutsche Biographie (NDB), vol. 18, Berlin, Duncker & Humblot, 1997, p. 735–736 (original numérisé).